# Bergsialia
Bergsialia (Sialia currucoides) är en huvudsakligen nordamerikansk fågel i familjen trastar inom ordningen tättingar.

## Utseende och läte
Bergsialian är en 16,5–20 cm lång trast med hos hanen omisskännlig helt ljusblå dräkt. Honan är vanligen gråaktig, vissa med roströd anstrykning på bröstet. I proportionerna är den jämfört med östsialian något mer långvingad och långstjärtad. Lätet är en mjuk vissling som i engelsk litteratur återges som "feeer" eller "perf", både tunnare och klarare än hos andra sialior. Sången består av en serie läteslika visslingar.

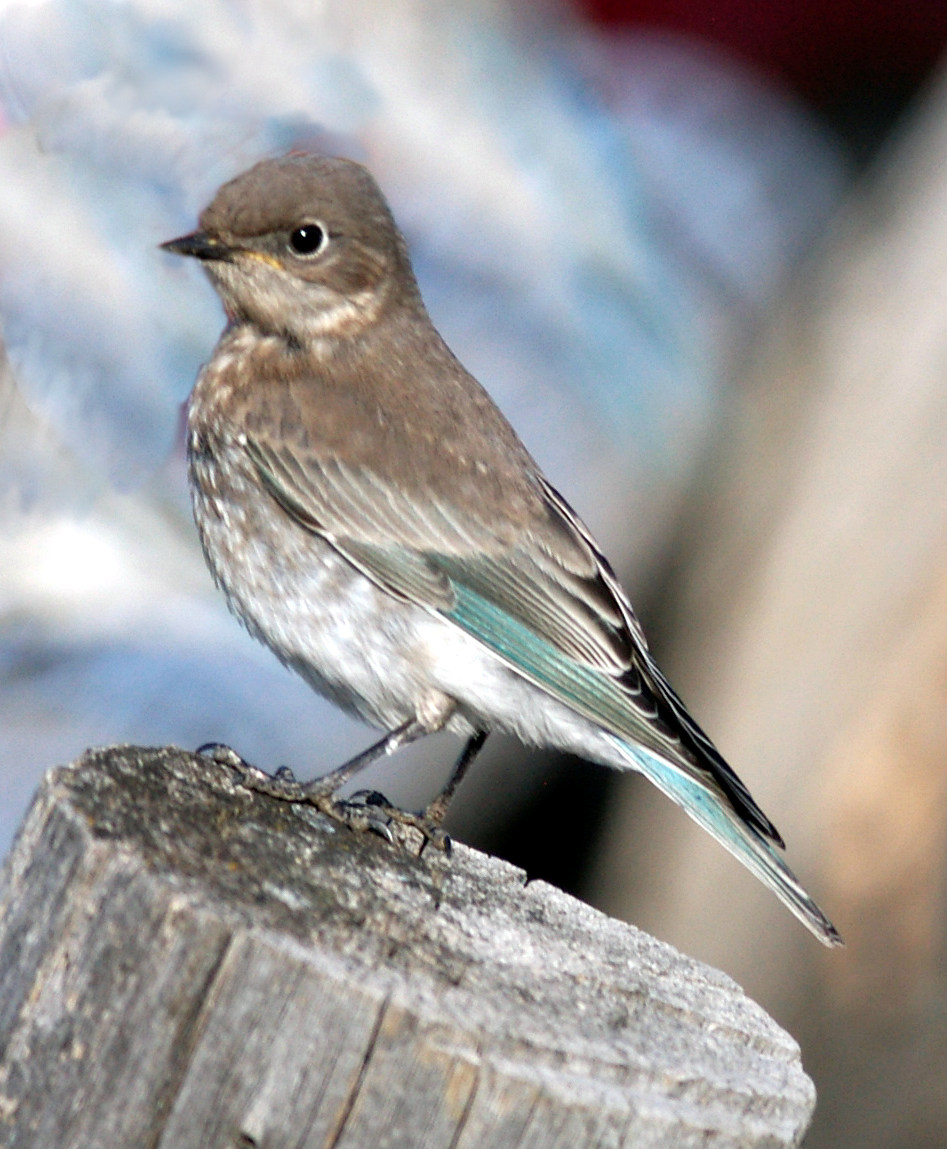
Juvenil fågel, fotograferad i Grand Teton National Park
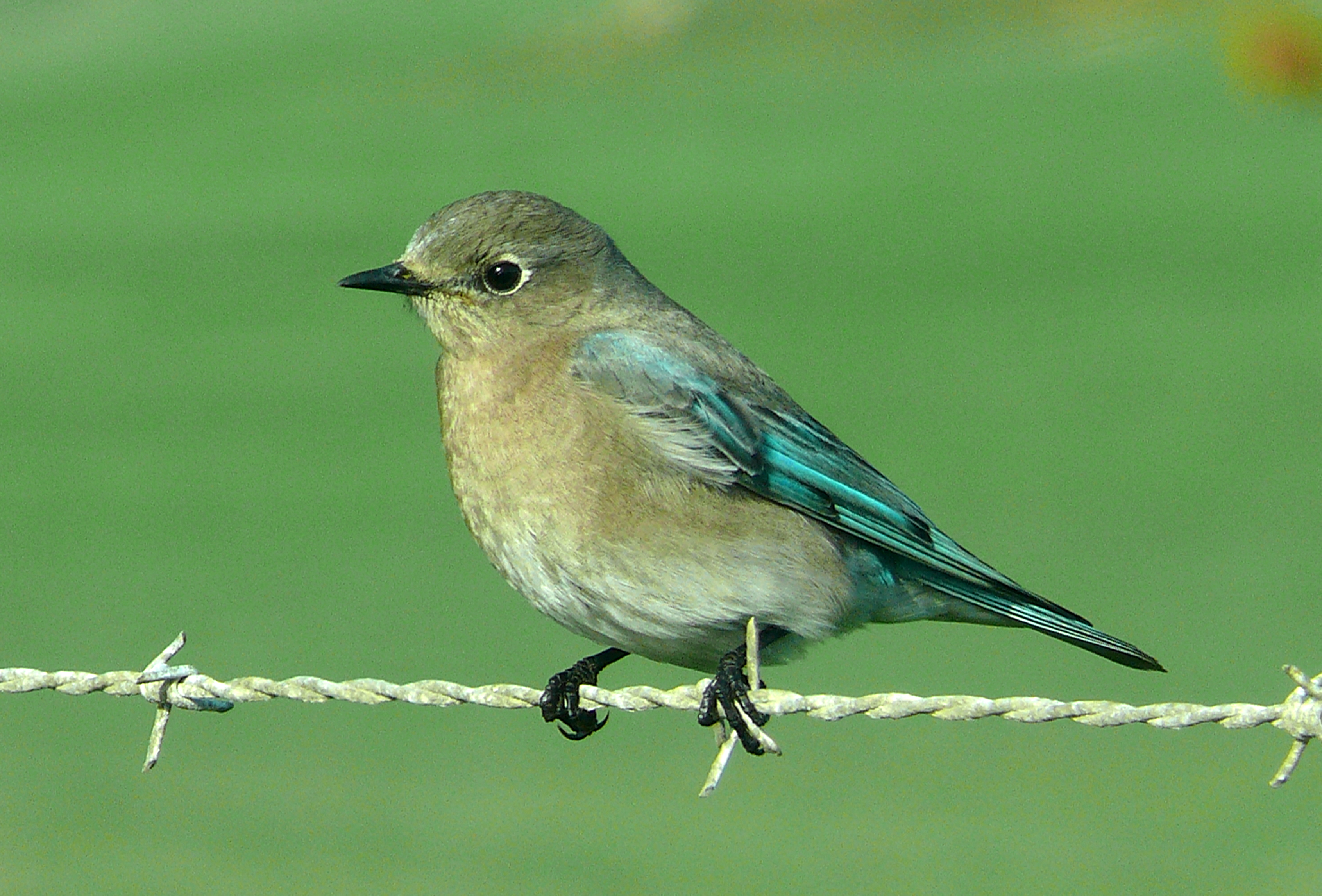
En hona, med betydligt dovare färger jämfört med hanen

## Utbredning och systematik
Bergsialian häckar i västra Nordamerika (Alaska till centrala Mexiko) och flyttar vintertid till Baja California. Den behandlas som monotypisk, det vill säga att den inte delas in i några underarter.

## Levnadssätt
Bergsialian hittas i i öppna områden som prärier eller jordbruksbygd med spridda träd eller buskar. Beteendet liknar östsialians, men kan samlas i stora flockar vintertid och har en större benägenhet att ryttla. Födan består vår och sommar av leddjur, höst och vinter huvudsakligen av små frukter och frön. Fågeln häckar från april till början av september.

## Status och hot
Arten har ett stort utbredningsområde och en stor population, och tros öka i antal. Utifrån dessa kriterier kategoriserar internationella naturvårdsunionen IUCN arten som livskraftig (LC).